# Loi antiterroriste (C-51)
Lire en ligne

Page du gouvernement sur le projet de loi

La Loi antiterroriste de 2015 aussi connue comme le Projet de loi C-51 est une loi édictant une douzaine de lois du Canada, incluant le Code criminel du Canada afin de faciliter le partage d'informations entre les organismes et ministères du gouvernement canadien, criminaliser l'appui et la propagande terroriste et étendre le mandat du Service canadien du renseignement de sécurité (SCRS). Il s'agit de la première réforme exhaustive en son genre depuis la Loi antiterroriste de 2001. Elle fut présentée par le Parti conservateur du Canada (PCC), qui était alors majoritaire en Chambre des communes , et appuyée par le Parti libéral du Canada (PLC). L'opposition officielle, le Bloc québécois, le Nouveau Parti démocratique, et le Parti vert du Canada s'y opposent.

## Contexte
« Je pense qu'il est évident que les attaques d'octobre dernier étaient au moins inspirées par la vision insensée de l'É.I....une organisation terroriste génocidaire qui a déclaré, à plusieurs reprises, cibler le Canada. »
— Jason Kenney, Ministre de la Défense du Canada.
D'après la Gendarmerie royale du Canada (GRC), il y aurait eu douze incidents liés à une menace à une personnalité publique entre 2013 et 2014.
Le 20 octobre 2014, Martin Couture-Rouleau fonce sciemment avec sa voiture sur deux soldats canadiens dans le stationnement d'un centre d'achat de Saint-Jean-sur-Richelieu au Québec. Le bureau du premier ministre Stephen Harper ainsi que des corps policiers décrivent l'incident comme un attentat terroriste.
Le 22 octobre 2014, la colline parlementaire à Ottawa est la scène d'une fusillade. Le tireur, Michael Zehaf-Bibeau fait une victime, un soldat canadien. Le premier ministre canadien décrit la fusillade comme un « acte terroriste » puis déclare que «cet acte nous amènera à augmenter notre détermination et redoubler nos efforts et ceux de nos agences de sécurité nationales à prendre toutes les mesures nécessaires pour identifier et contrer les menaces et assurer la sécurité du Canada». Après l'incident, la sécurité de la colline parlementaire est confiée à la GRC.
Le projet de loi C-51 est le quatrième projet de loi canadien déposé en un an affectant la sécurité, la vie privée et les pouvoirs des agences de surveillance après la Loi sur la protection des Canadiens contre la cybercriminalité (C-13), la Loi sur la protection des renseignements personnels numériques (S-4) et la Loi sur la protection du Canada contre les terroristes (C-44).
Le 23 février 2015, le projet de loi C-51 est adopté en deuxième lecture à la Chambre des Communes avec un vote de 176 contre 87.

## Résumé de la loi

### Partie I:Loi sur la communication d’information ayant trait à la sécurité du Canada

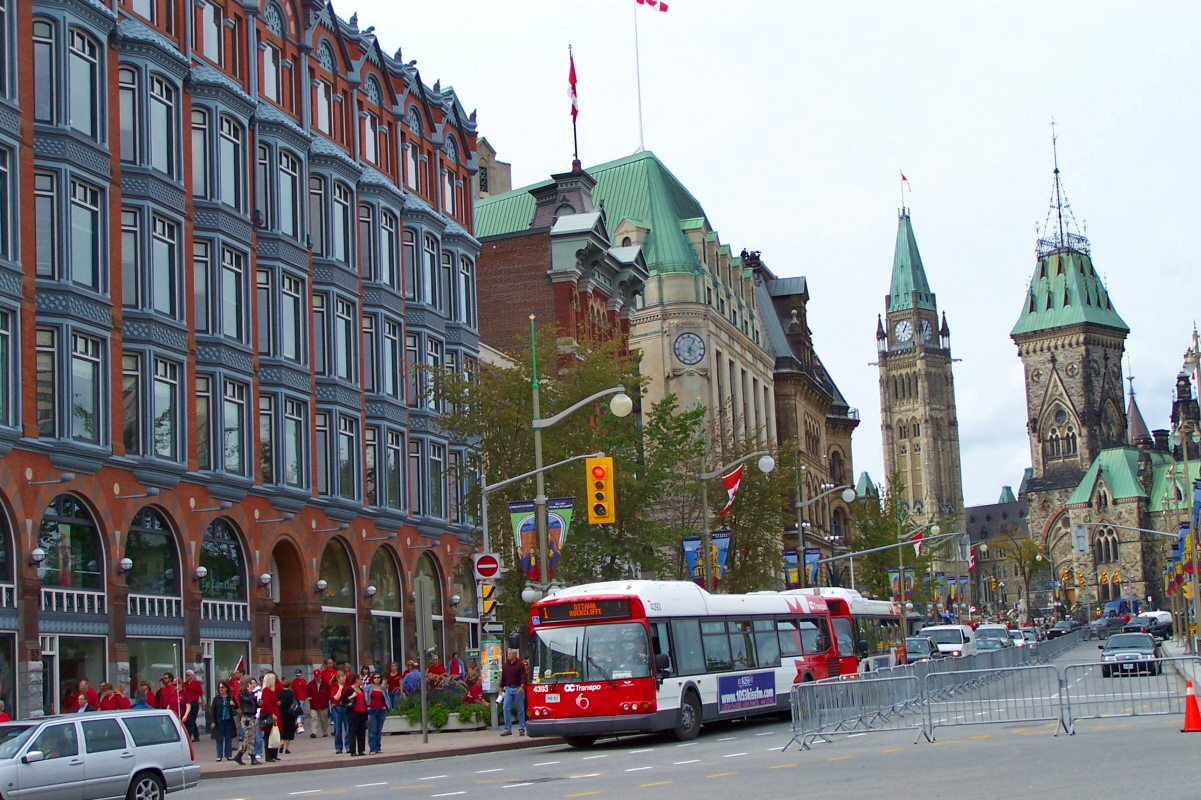
Ottawa, capitale du Canada et siège principal des institutions fédérales canadiennes

La partie 1 édicte la Loi sur la communication d’information ayant trait à la sécurité du Canada, qui permet aux institutions fédérales de communiquer entre elles des informations sur des « activités portant atteinte à la sécurité du Canada » notamment entraver le fonctionnement d’infrastructures essentielles ou  l’Internet « excluant les activités licites de défense d’une cause, de protestation, de manifestation d’un désaccord ou d’expression artistique ». Les institutions fédérales touchées par la loi sont l'Agence canadienne d’inspection des aliments, l'Agence de la santé publique du Canada, l'Agence des services frontaliers du Canada, l'Agence du revenu du Canada, le Centre d’analyse des opérations et déclarations financières du Canada, le Centre de la sécurité des télécommunications, la Commission canadienne de sûreté nucléaire, les Forces armées canadiennes, la Gendarmerie royale du Canada, le ministère de la Citoyenneté et de l’Immigration, le ministère de la Défense nationale, le ministère de la Santé, le ministère de la Sécurité publique et de la Protection civile, le ministère des Affaires étrangères, du Commerce et du Développement, le ministère des Finances, le ministère des Transports et le Service canadien du renseignement de sécurité.

### Partie II:Loi sur la sûreté des déplacements aériens

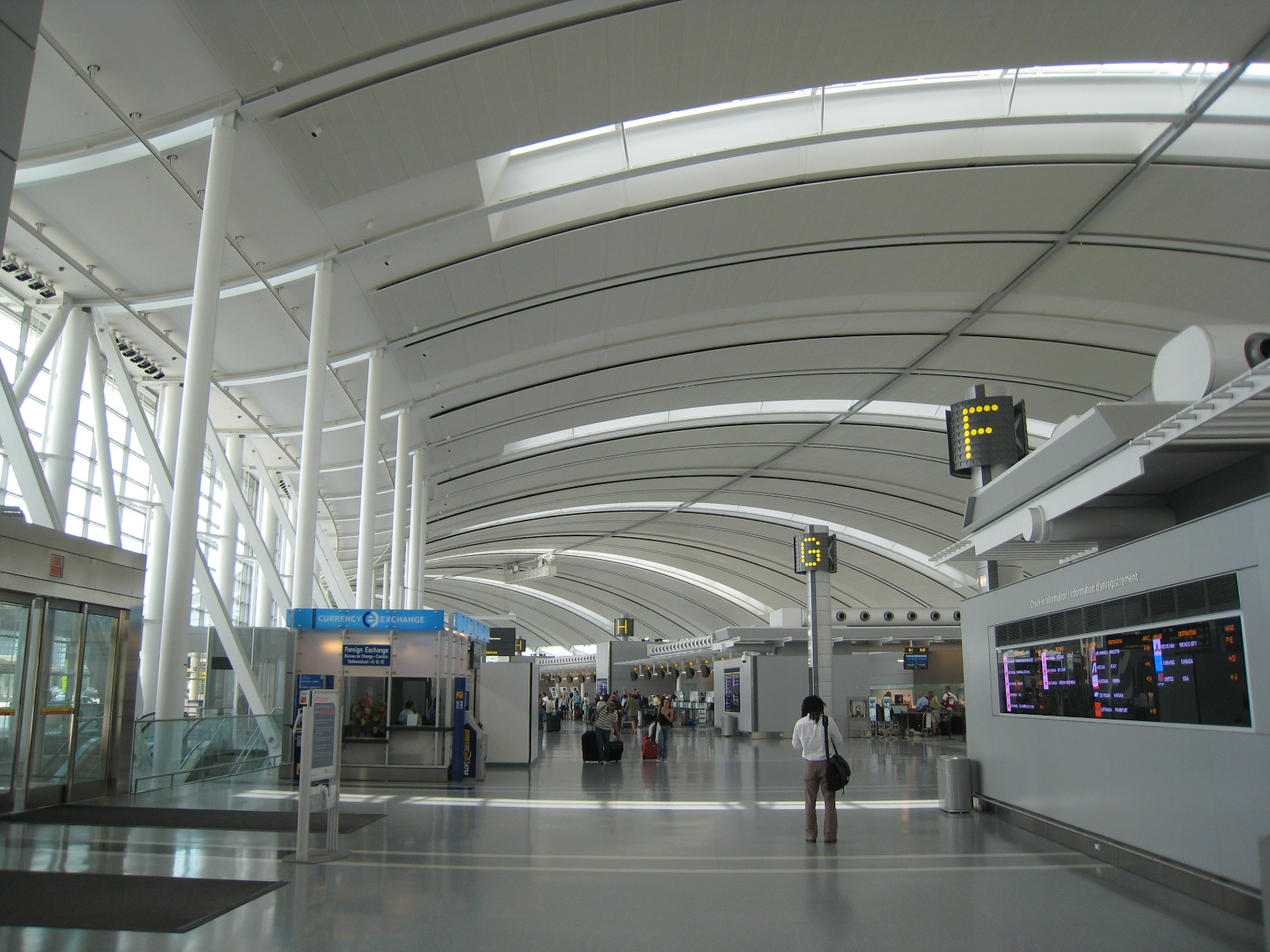
Plus grand aéroport du Canada, l'Aéroport international Pearson de Toronto. La nouvelle loi crée une Liste d'interdiction de vol pour les passagers à risque.

La partie 2 édicte la Loi sur la sûreté des déplacements aériens, qui autorise le ministère de la Sécurité publique et de la Protection civile à créer une Liste d'interdiction de vol pour les passagers qui « pourraient participer à un acte qui menacerait la sûreté des transports » et exige les compagnies aériennes à « toute mesure pour prévenir la commission de tels actes ».
La loi met en place un « processus d’appel pour les personnes touchées par une décision ou une mesure prise au titre de cette loi » et affecte la Loi sur l’aéronautique et la Loi sur la preuve.

### Partie III: Modifications duCode criminel
La partie 3 modifie plusieurs dispositions du Code criminel du Canada. La Loi antiterroriste de 2015 érige en infraction le fait de sciemment préconiser ou fomenter la perpétration d’infractions de terrorisme en général. Elle permet à un juge d'émettre un mandat pour saisir de la propagande terroriste ou ordonner sa suppression d’un ordinateur.
La loi donne également le droit à un juge de restreindre des personnes en appliquant un engagement à ne pas troubler l’ordre public, à prolonger la durée, hausse des peines maximales en cas de manquement de cet engagement se rapportant à une activité terroriste et à une infraction de terrorisme. La loi permet également à un juge d'appliquer des restrictions sur les conditions relatives aux passeports et aux régions désignées.

### Partie IV: Nouveaux pouvoirs pour le service de renseignement
La Loi C-51 modifie la Loi sur le Service canadien du renseignement de sécurité. Elle permet au Service canadien du renseignement de sécurité de prendre des « mesures pour réduire les menaces envers la sécurité du Canada » au Canada et hors du Canada et mandate le Comité de surveillance des activités de renseignement de sécurité pour superviser les nouveaux pouvoirs du service de renseignement.